# AIM-82
AIM-82はアメリカ空軍によって計画された空対空ミサイルである。
試作機が製造される前に中止されたため、実物は製造されていない。

## 概要
1969年当時、アメリカ空軍は新型制空戦闘機としてF-15戦闘機を開発中だった。卓越した制空権獲得能力を得るため、F-15には当時可能な限りの最高の装備が求められていた。このため、F-15には既存のAIM-9サイドワインダーよりも新しい短射程空対空ミサイルを搭載することが決定された。
この目的のために開発されるミサイルには当時のAIM-9では不可能だった角度からも敵機を捕捉・照準できる全方位交戦能力を持つことが求められ、赤外線誘導はファイア・アンド・フォーゲット（撃ち放し能力；ミサイルの発射後に発射母機による誘導を必要としない方式）が可能で、発射したらすぐに回避行動をとることができた。
1970年に開発契約がジェネラル・ダイナミクス、ヒューズ・エアクラフト、フィリコ-フォード(英語版)との間で交わされたが、9月には計画が中止された。主な理由はアメリカ海軍がF-14戦闘機に搭載するために開発中だった短射程空対空ミサイルであるAIM-95計画の存在だった。AIM-82と-95は仕様や用途が酷似しており、AIM-95には-82と同等以上の能力があったため、開発計画を統合することになったためである。
しかし、その後間もなくAIM-95も同様に中止され、結果として両ミサイルの開発によって得られた経験を元にAIM-9が改良を重ねて現在も運用されている。

## 諸元
AIM-82は基本設計の段階で中止されたため、提案されたミサイルの仕様は残っていない。開発段階での予定では、外観はAIM-9に類似した形状となっていた。